# 拉尔韦尔卡德桑卡拉
拉尔韦尔卡德桑卡拉，是西班牙卡斯蒂利亚-拉曼恰昆卡省的一个市镇。总面积101平方公里，总人口1853人（2001年），人口密度18人/平方公里。